# Daniel Ciofani
Daniel Ciofani (Avezzano, 31 luglio 1985) è un ex calciatore italiano, di ruolo attaccante.
È il miglior marcatore della storia del Frosinone.

## Biografia
È fratello maggiore di Matteo Ciofani, ex calciatore che giocava nel ruolo di difensore.

## Carriera

### Inizi
Comincia a giocare nel suo paese, Cerchio, per poi passare alla società sportiva di San Benedetto dei Marsi dove disputerà il campionato giovanissimi. Dopo una breve parentesi a Luco dei Marsi, il suo approdo nel settore giovanile del Pescara dove incontrerà Cetteo Di Mascio sotto la cui guida avrà un'importante crescita tecnica.

### Pescara, Celano e Gela
Inizia la sua carriera nelle file della prima squadra del Pescara, nel campionato di Serie B 2005-2006, dove pur realizzando poche presenze si mette subito in mostra per la sua prestanza fisica, dimostrando personalità e ottima tecnica, segnando anche il suo primo gol tra i cadetti. L'anno dopo i biancazzurri lo mandano in prestito a Celano, in Serie C2, dove su 29 presenze realizza 7 marcature.
Nella stagione 2007-2008 ritorna inizialmente a Pescara, per essere poi girato nuovamente in C2 nella sessione invernale di mercato, questa volta al Gela, dove gioca 15 partite realizzando 7 reti.

### Atletico Roma, Gubbio e Perugia
Approda nell'estate 2008 all'Atletico Roma, in Lega Pro Prima Divisione, dove realizza 54 gol in tre stagioni. Svincolatosi in seguito al fallimento della società laziale, viene tesserato dal Parma all'inizio della stagione 2011-2012.
La squadra emiliana lo gira in prestito al Gubbio, con cui realizza 8 gol nel campionato di Serie B. La stagione successiva viene girato in prestito al Perugia, dove sigla 12 reti.

### Frosinone
Il 30 giugno 2013 si accasa al Frosinone in compartecipazione; il 24 gennaio 2014 la società ciociara rileva la rimanente metà del cartellino. Nella stagione 2014-2015 segna 13 gol in serie B con la maglia del Frosinone, contribuendo al raggiungimento del secondo posto e quindi della promozione in Serie A. Il 16 maggio 2015, quando il Frosinone sconfigge per 3-1 al Matusa il Crotone e conquista la promozione diretta, sigla la rete del provvisorio 1-0. Il 31 maggio 2015, in seguito alla prima storica promozione in Serie A del club ciociaro, diventa cittadino onorario di Frosinone insieme al resto della squadra.
Mette a segno il primo gol in Serie A il 28 ottobre 2015 in Frosinone-Carpi 2-1. La prima doppietta risale invece al 29 novembre 2015 in Frosinone-Verona, finita 3-2 per i ciociari, ripetendosi anche il 13 febbraio 2016 con la prima doppietta in trasferta in Empoli-Frosinone, finita 1-2 per i ciociari (prima vittoria esterna dei gialloblù nella loro storia in Serie A). A fine stagione risulta, con 9 gol segnati, il miglior marcatore della squadra ciociara, che però retrocede in Serie B.
Dopo due annate vissute da protagonista in Serie B con il Frosinone, torna in Serie A con la squadra ciociara, tornando al gol in massima serie nel pareggio interno contro l'Empoli (3-3),nel quale segna una doppietta. Il 3 aprile 2019 segna, su calcio di rigore, il definitivo gol del 3-2 nella partita casalinga contro il Parma; tale gol diventa la marcatura più tardiva segnata nella storia della Serie A, essendo giunta al 103' di gioco. A fine anno i gialloblù retrocedono per la seconda volta in B, e Ciofani ha segnato in totale 5 reti.

### Cremonese e ritiro
Il 9 agosto 2019 viene annunciato il suo trasferimento a titolo definitivo alla Cremonese. La prima rete con i grigiorossi arriva il 10 novembre, decidendo la sfida interna per 1-0 contro la Salernitana. Con i grigiorossi conquista la Serie A al termine della stagione 2021-2022, tornando a giocare nella massima serie dopo tre stagioni.
Nella stagione 2022-2023 parte spesso dalla panchina ma riesce a realizzare reti pesanti come l'1-1 contro il Lecce, il 2-2 con la Salernitana ed il momentaneo 1-3 contro il Monza. Tuttavia con 8 gol totali non riesce ad evitare la retrocessione dei lombardi. La stagione seguente realizza solo due reti di cui una il 21 maggio 2024 nei play-off di andata contro il Catanzaro (2-2); si tratta anche del suo ultimo gol in carriera.
Il 10 luglio 2024, il giocatore annuncia ufficialmente il proprio ritiro dal calcio giocato, al fine di iniziare a ricoprire un nuovo ruolo all'interno della società grigiorossa. Nell’ottobre dello stesso anno consegue la qualifica UEFA B che consente di essere tesserati come collaboratori negli staff di Serie A e B e di essere allenatori in seconda in Serie C oltre a poter allenare tutte le prime squadre fino alla Serie D.

## Statistiche

### Presenze e reti nei club
| Stagione             | Squadra              | Campionato           | Campionato | Campionato | Coppe nazionali | Coppe nazionali | Coppe nazionali | Coppe continentali | Coppe continentali | Coppe continentali | Altre coppe | Altre coppe | Altre coppe | Totale | Totale |
| Stagione             | Squadra              | Comp                 | Pres       | Reti       | Comp            | Pres            | Reti            | Comp               | Pres               | Reti               | Comp        | Pres        | Reti        | Pres   | Reti   |
| -------------------- | -------------------- | -------------------- | ---------- | ---------- | --------------- | --------------- | --------------- | ------------------ | ------------------ | ------------------ | ----------- | ----------- | ----------- | ------ | ------ |
| 2004-2005            | Pescara              | B                    | 1          | 0          | CI              | 0               | 0               | -                  | -                  | -                  | -           | -           | -           | 1      | 0      |
| 2005-2006            | Pescara              | B                    | 9          | 1          | CI              | 1               | 0               | -                  | -                  | -                  | -           | -           | -           | 10     | 1      |
| 2006-2007            | Celano               | C2                   | 29+1       | 7          | CI              | 0               | 0               | -                  | -                  | -                  | -           | -           | -           | 30     | 7      |
| 2007-gen. 2008       | Pescara              | C1                   | 2          | 0          | CI-C            | 2               | 1               | -                  | -                  | -                  | -           | -           | -           | 4      | 1      |
| Totale Pescara       | Totale Pescara       | Totale Pescara       | 12         | 1          |                 | 3               | 1               |                    | -                  | -                  |             | -           | -           | 15     | 2      |
| gen.-giu. 2008       | Gela                 | C2                   | 15         | 7          | CI-C            | 0               | 0               | -                  | -                  | -                  | -           | -           | -           | 15     | 7      |
| 2008-2009            | Atletico Roma        | 2D                   | 34         | 16         | CI-LP           | 1               | 1               | -                  | -                  | -                  | -           | -           | -           | 35     | 17     |
| 2009-2010            | Atletico Roma        | 2D                   | 32+4       | 21+2       | CI-LP           | 4               | 6               | -                  | -                  | -                  | -           | -           | -           | 40     | 29     |
| 2010-2011            | Atletico Roma        | 1D                   | 32+4       | 17         | CI+CI-LP        | 0               | 0               | -                  | -                  | -                  | -           | -           | -           | 36     | 17     |
| Totale Atletico Roma | Totale Atletico Roma | Totale Atletico Roma | 98+8       | 54+2       |                 | 5               | 7               |                    | -                  | -                  |             | -           | -           | 111    | 63     |
| 2011-2012            | Gubbio               | B                    | 37         | 8          | CI              | 3               | 1               | -                  | -                  | -                  | -           | -           | -           | 40     | 9      |
| 2012-2013            | Perugia              | 1D                   | 28+2       | 12+1       | CI+CI-LP        | 2+3             | 1+2             | -                  | -                  | -                  | -           | -           | -           | 35     | 16     |
| 2013-2014            | Frosinone            | 1D                   | 29+5       | 16+1       | CI+CI-LP        | 4+0             | 2+0             | -                  | -                  | -                  | -           | -           | -           | 38     | 19     |
| 2014-2015            | Frosinone            | B                    | 41         | 13         | CI              | 1               | 0               | -                  | -                  | -                  | -           | -           | -           | 42     | 13     |
| 2015-2016            | Frosinone            | A                    | 37         | 9          | CI              | 0               | 0               | -                  | -                  | -                  | -           | -           | -           | 37     | 9      |
| 2016-2017            | Frosinone            | B                    | 41+2       | 16         | CI              | 2               | 1               | -                  | -                  | -                  | -           | -           | -           | 45     | 17     |
| 2017-2018            | Frosinone            | B                    | 31         | 13         | CI              | 2               | 1               | -                  | -                  | -                  | -           | -           | -           | 33     | 14     |
| 2018-2019            | Frosinone            | A                    | 32         | 5          | CI              | 0               | 0               | -                  | -                  | -                  | -           | -           | -           | 32     | 5      |
| Totale Frosinone     | Totale Frosinone     | Totale Frosinone     | 211+7      | 72+1       |                 | 9               | 4               |                    | -                  | -                  |             | -           | -           | 227    | 77     |
| 2019-2020            | Cremonese            | B                    | 36         | 5          | CI              | 3               | 0               | -                  | -                  | -                  | -           | -           | -           | 39     | 5      |
| 2020-2021            | Cremonese            | B                    | 37         | 11         | CI              | 1               | 0               | -                  | -                  | -                  | -           | -           | -           | 38     | 11     |
| 2021-2022            | Cremonese            | B                    | 35         | 8          | CI              | 1               | 0               | -                  | -                  | -                  | -           | -           | -           | 36     | 8      |
| 2022-2023            | Cremonese            | A                    | 32         | 8          | CI              | 4               | 0               | -                  | -                  | -                  | -           | -           | -           | 36     | 8      |
| 2023-2024            | Cremonese            | B                    | 13+3       | 1+1        | CI              | 1               | 0               | -                  | -                  | -                  | -           | -           | -           | 17     | 2      |
| Totale Cremonese     | Totale Cremonese     | Totale Cremonese     | 153+3      | 33+1       |                 | 10              | 0               |                    | -                  | -                  |             | -           | -           | 166    | 34     |
| Totale carriera      | Totale carriera      | Totale carriera      | 583+21     | 194+5      |                 | 35              | 16              |                    | -                  | -                  |             | -           | -           | 639    | 215    |

## Palmarès

### Individuale
- Capocannoniere della Lega Pro Prima Divisione: 1

Frosinone: 2013-2014 (16 gol) Girone B